# Базофилен гранулоцит
Базофилните гранулоцити са овални и имат диаметър 10 - 15 микрометра. По клетъчната им 
мембрана се намират рецептори за IgE( имуноглобулин Е), което определя ролята им при някои алергични реакции. Ядрото им е голямо и слабо налобено с U- или S-овидна форма. Цитоплазмата има малък брой митохондрии и оскъден гранулиран ретикулум. Те са 
два вида: специфични и азурофилни.
Специфични:са едри, малко 
на брой и базофилно оцветени. 
Под електронен микроскоп се вижда плътна сърце
вина. Гранулите им съдържат хистамин, серотонин,
хепарин, хепаран сулфат и левкотриени. При
личат по функция на мастоцитите. И двата клетъч
ни вида мастоцитите и базофилните гранулоцити 
произхождат от една и съща хемопоетична стволова 
клетка в костния мозък.
Азурофилни: съдържат специфичните лизозомални ензими.
В периферната кръв базофилните гранулоцити престояват 10 12 часа. При локални алергични процеси напускат кръвоносните съдове.
Броят им се увеличава при някои заболявания свързани със свръхчувстителност на кожата.